# Шрамовское сельское поселение
Шрамовское сельское поселение — муниципальное образование в Россошанском районе Воронежской области.
Административный центр — село Шрамовка.

## История
Шрамовский сельский совет рабочих, крестьянских и красноармейских депутатов был образован на основании Постановления Совета Народных Комиссаров РСФСЗ от 24 декабря 1917 года. В 1918 году он входил в состав Богучарского уезда Митрофановской волости Воронежской губернии. Центр сельсовета находился в селе Шрамовка.

## Административное деление
В состав поселения входят 2 населенных пункта:
- село Шрамовка
- село Еленовка